# Maniho tigris
Maniho tigris är en spindelart som beskrevs av Marples 1959. Maniho tigris ingår i släktet Maniho och familjen Amphinectidae. Inga underarter finns listade i Catalogue of Life.